# 파샤

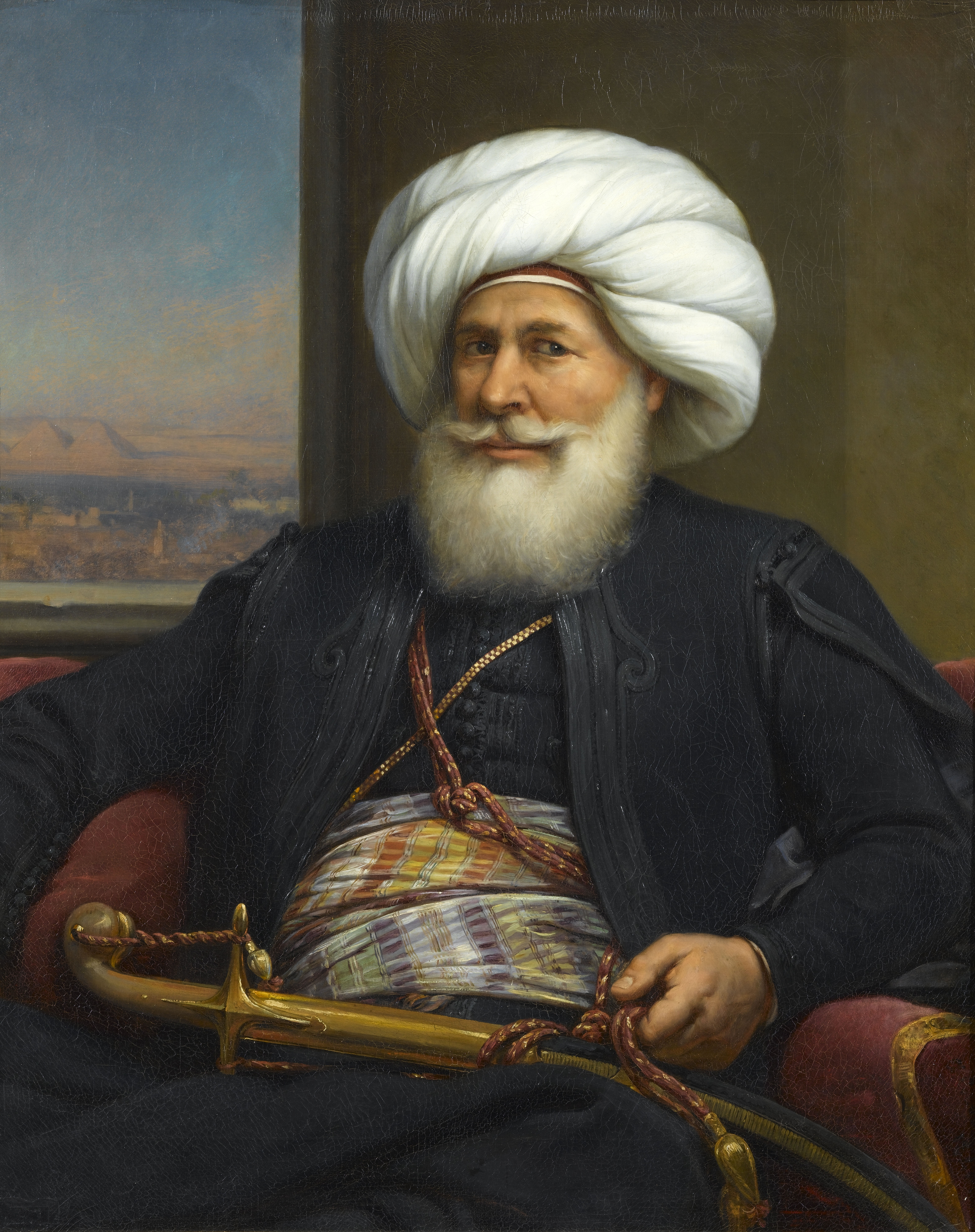
이집트를 통치하던 무함마드 알리 파샤.

파샤(튀르키예어: Paşa)는 오스만 제국의 고관, 고급 군인의 칭호이다. 어원은 불분명하지만, 페르시아어의 파디샤에서 유래하는 설, 터키어의 "baş ağa"에서 유래하는 설 등이 있다.

## 같이 보기
- 케디브